# Humanahum
"Humanahum" foi a canção francesa no Festival Eurovisão da Canção 1981, cantada em francês por Jean Gabilou. O referido tema tinha letra de Joe Gracy, música de Jean-Paul Cara e orquestração de David Springfield.
A canção francesa foi a nona da desfilar no evento (a seguir à canção finlandesa e antes da canção espanhola). No final da votação, terminou em 3.º lugar (entre 20 países participantes) e recebeu 125 pontos.
A canção descreve-nos algo que se passa no ano 3000, onde um idoso ensina a um grupo de crianças acerca da vida na Terra. Gabilou canta que devido à Humanidade ter "inventado a guerra", a Terra não tinha condições para a vida humana. A canção, no fundo é pacifista, apelando para a paz mundial.
No ano seguinte (1982), a França desistiu de participar.